# Corneille Osy de Zegwaart
Le baron Corneille Baudouin Ghislain Osy, seigneur de Zegwaart, né à Rotterdam le 20 décembre 1757 et mort à Bruxelles le 3 décembre 1831, est un banquier et homme politique néerlandais. 

## Biographie
Corneille Osy de Zegwaart est le fils de  Jean Charles Osy, seigneur de Zegwaart, et d'Anne Marie Vloers. Marié avec sa cousine germaine Isabelle Osy, fille de Corneille Joseph Osy, conseiller et agent de l'empereur dans les Provinces-Unies, et de Jeanne Cornelissen (sœur de Jacob Cornelissen de Weynsbroeck (nl)), il est le père de Jean Osy et le beau-père du comte Joseph de Baillet.
Banquier à Rotterdam, Il y est nommé consul général d'Autriche.
En 1778, l'impératrice Marie-Thérèse lui accorde la noblesse héréditaire du titre de chevalier. Il est reconnu dans la noblesse héréditaire sous le royaume uni des Pays-Bas en 1817, avec le titre de baron transférable à tous les descendants.
Payeur général d'un corps d'armée espagnol et contrôleur général de la Belgique (1814), il est membre de la Première Chambre des États généraux (1816-1830) et du corps équestre de la province de Hollande. Il est conseiller financier du roi Guillaume Ier.